# Слобода-Чернятинська
Слобода-Чернятинська — село в Україні, у Жмеринському районі Вінницької області.

## Історія
Входила до складу Межирівської волості Літинського повіту Подільської губернії.
Наприкінці XIX ст. Чернятинська Слобідка належала поміщиці М. М. Львовій, нараховувала сто п'ятдесят три двори і сімсот п'ять чоловік. В селі була розташована старообрядська молільня. За даними А. Швенцона, на початку XX ст. в селі проживало 723 особи, з них чоловіків — 361, жінок — 362, виключно старообрядці, «причисленные к волости и мещане из разных мест».
В 1917 році село входить до складу Української Народної Республіки.
Внаслідок поразки Перших визвольних змагань село надовго окуповане більшовицькими загарбниками.
1925 року Чернятинська Слобода входила до Чернятинської сільради, маючи 244 господарства, 1060 чоловік, 497 десятин землі у користуванні.
В 1932—1933 селяни пережили сталінський геноцид.
В ході німецько-радянської війни 16 липня 1941 року село було захоплено німцями.
20 березня 1944 року радянські війська витіснили з села гітлерівців. В Слободі-Чернятинській знову встановлено радянську владу.
З 24 серпня 1991 року село входить до складу незалежної України.